# Бафло
Бафло (нід. Baflo, нід. вимова: [ˈbɑfloː]) — село в нідерландській провінції Гронінген. Входить до муніципалітету Гет-Гогеланд.
Його площа становить 31,45км², а населення станом на 2021 рік складало 2 045 осіб.
До 1990 року мало статус окремого муніципалітету.

## Визначні уродженці
- Рудольф Агрікола (1443 – 1485) — представник раннього німецького гуманізму

## Галерея

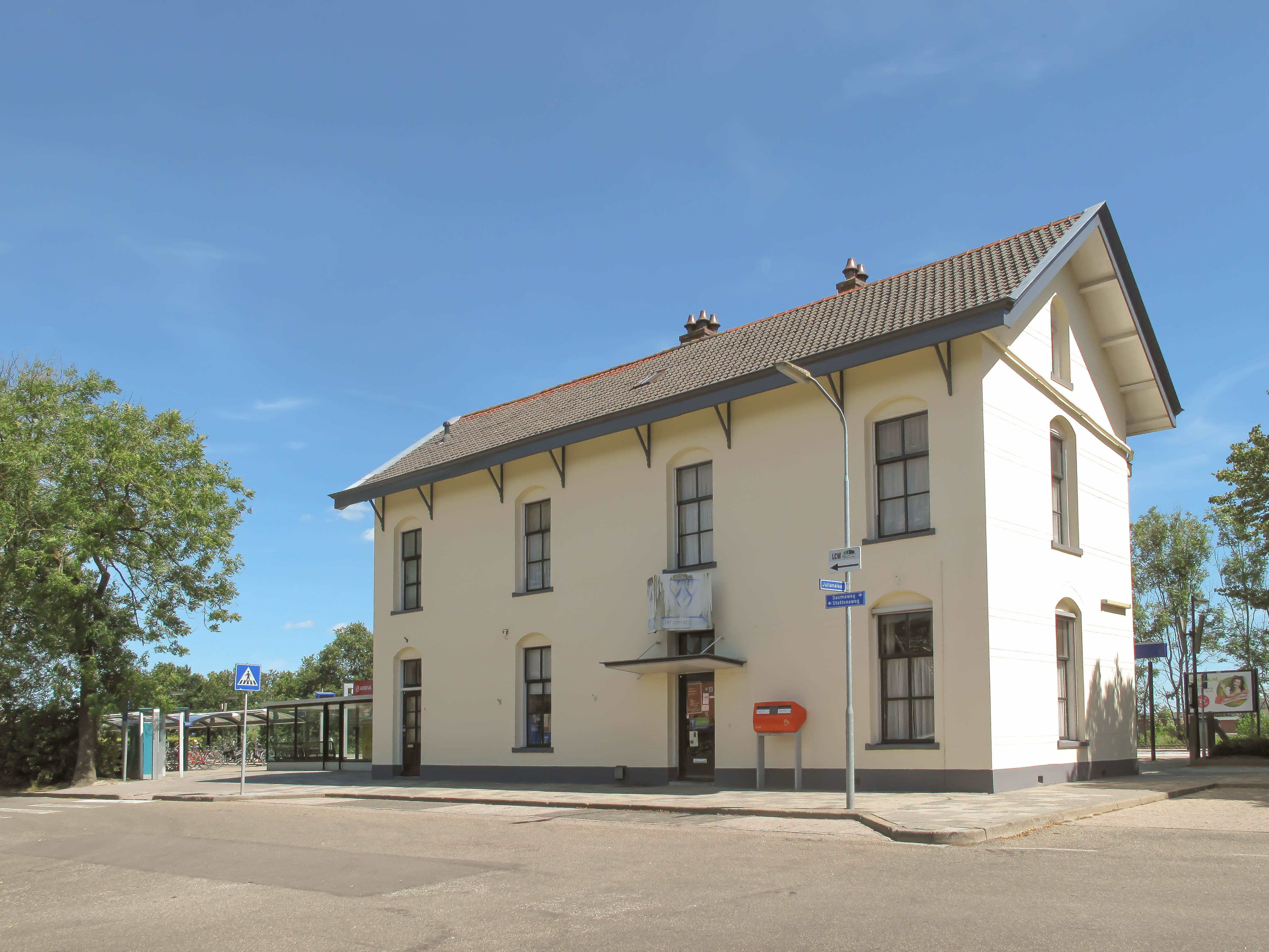
Залізнична станція
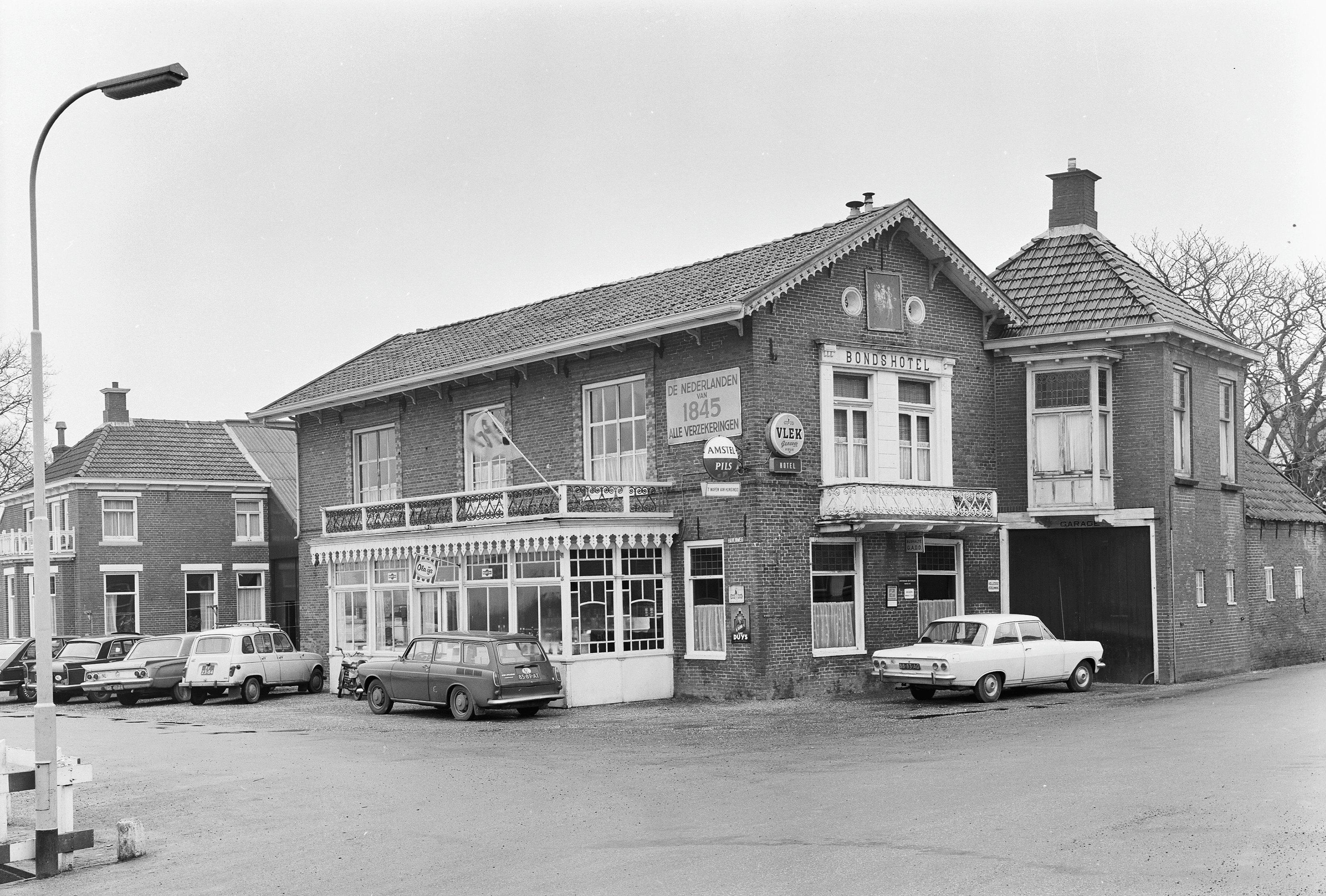
Паб у Бафло
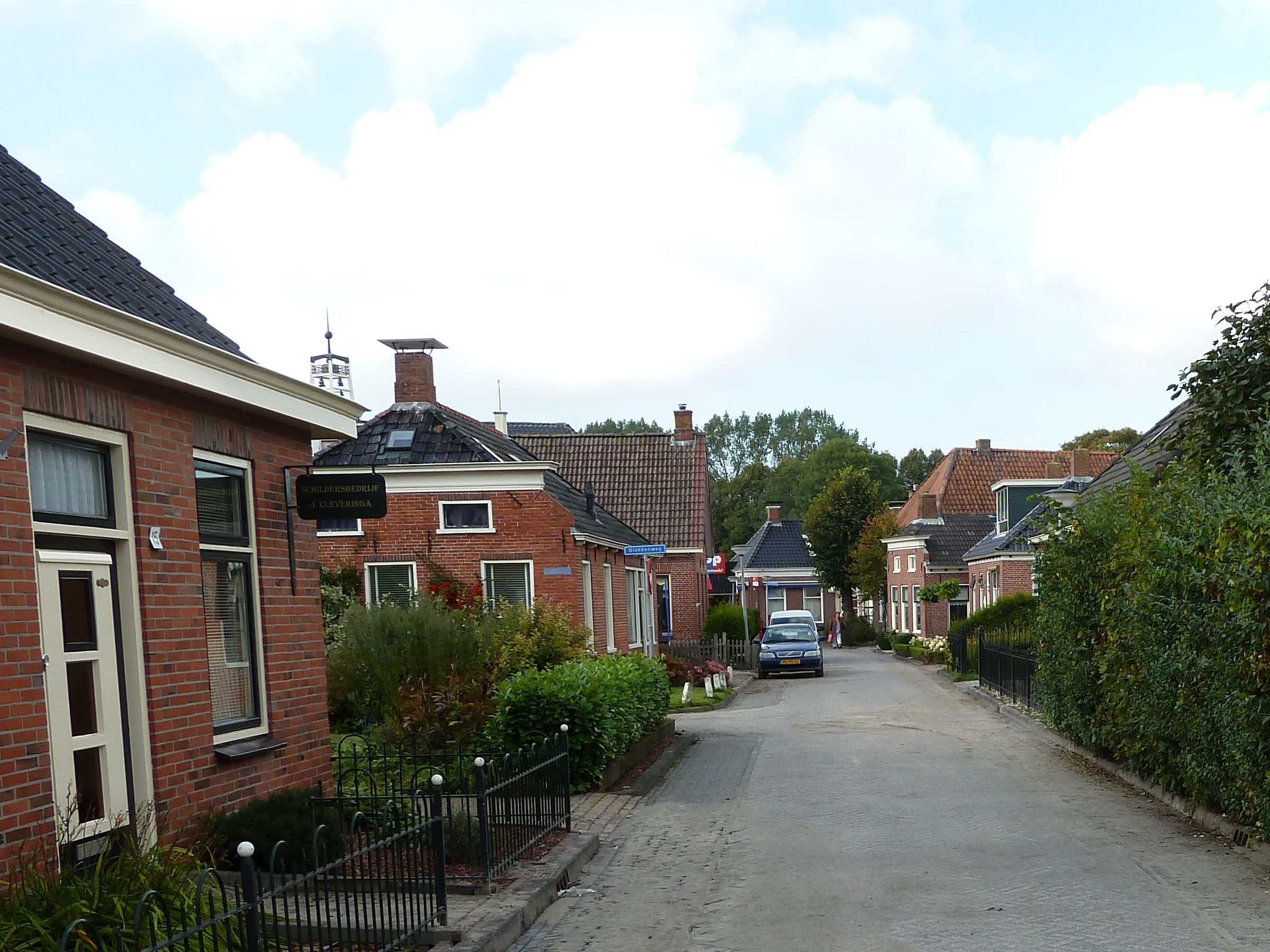
Сільська вулиця
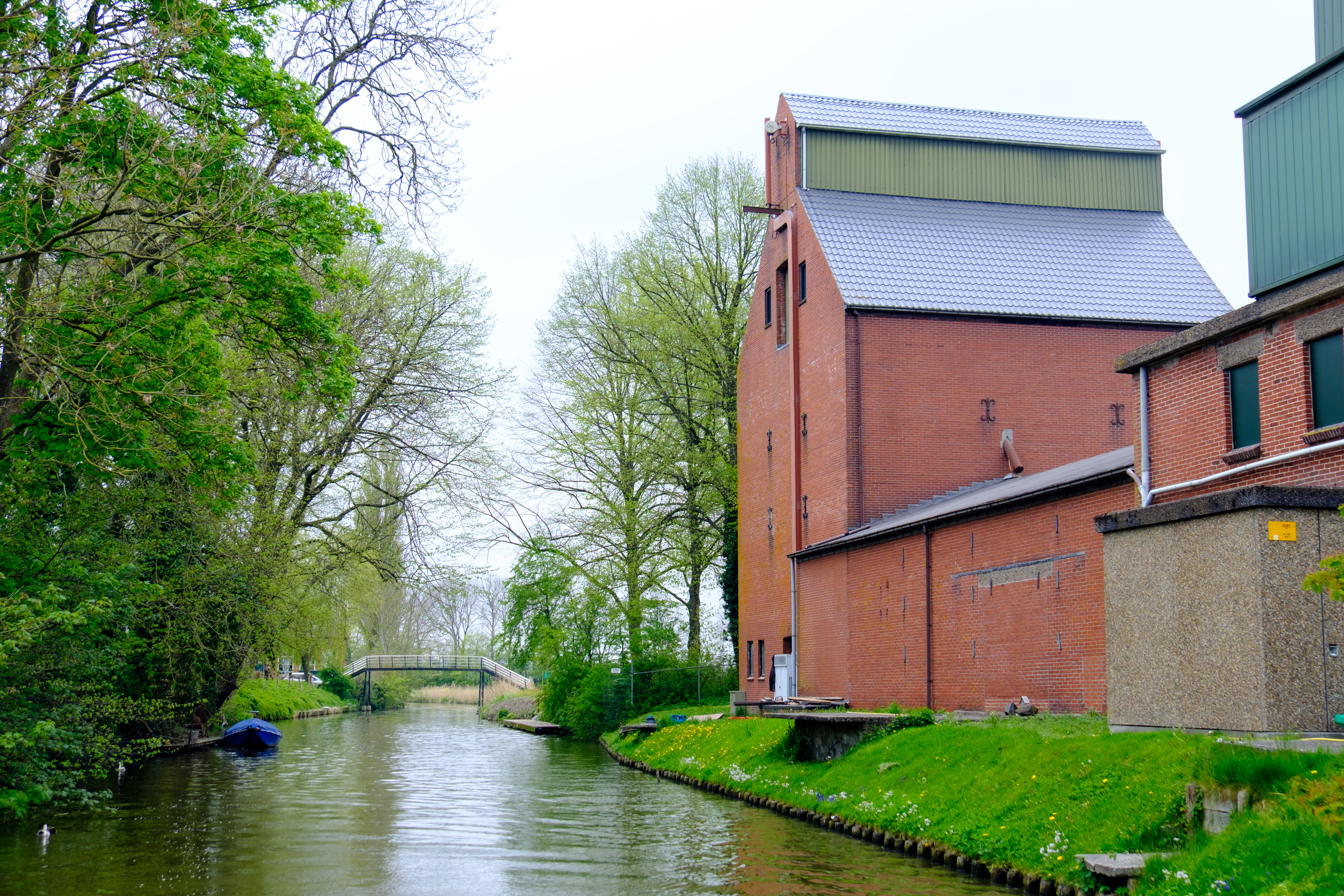
Фабрика з виробництва кормів